# کینترو
کینترو (به اسپانیایی: Quintero) یک شهرستان در شیلی است که در استان والپارایزو واقع شده‌است. کینترو ۱۴۷٫۵ کیلومتر مربع مساحت و ۲۵٬۲۹۹ نفر جمعیت دارد و ۵ متر بالاتر از سطح دریا واقع شده‌است.